# 추혜정
추혜정(秋惠貞, 1984년 10월 9일, 부산광역시 출신 ~)은 대한민국의 프리랜서 아나운서이다.

## 학력
- 부산대학교 독어독문학과

## 경력
- 아시아나 항공 승무원
- 채널A 기상캐스터